# Rockingham (Vermont)
Rockingham város az USA Vermont államában, Windham megyében. Lakosainak száma 4832 fő (2020. április 1.).

## Népesség
A település népességének változása:

| 2010 | 5 282 |
| 2020 | 4 832 |